# Sigurd Kander
Gustaf Sigurd Vilhelm Kander (Stoccolma, 29 gennaio 1890 – Stoccolma, 30 aprile 1980) è stato un velista svedese, vincitore della medaglia d'argento ai Giochi olimpici di Stoccolma 1912 nella classe 12 metri a bordo dell'imbarcazione chiamata Ema Signe.

## Palmarès
- Giochi olimpici

Stoccolma 1912: argento nei 12 metri.